# Viljandimaa
Viljandimaa (plným oficiálním názvem Viljandi maakond, tedy „Vilínský kraj“) je jeden z patnácti estonských krajů.

## Základní údaje
Kraj se nachází na jihu Estonska a sousedí s kraji Pärnumaa, Järvamaa, Jõgevamaa, Tartumaa a Valgamaa. Na jihu sousedí s Lotyšskem, část jeho východní hranice tvoří jezero Võrtsjärv.

## Správní členění
Od roku 2017, kdy proběhla reorganizace (především slučování) estonských obcí, sestává kraj z jednoho statutárního města Viljandi a tří obcí Viljandi, Mulgi a Põhja-Sakala. 